# قائمة حلقات دكتور ستون
دكتور ستون هو أنمي تلفزيوني بث في العام 2019. من إنتاج طوكيو موفي شينشا ومقتبس من مانغا تحمل نفس الاسم كتبها ريشيرو إيناغاكي ورسمها بويتشي ونشرت في مجلة شونن جمب الأسبوعية التابعة لشوئيشا. أخرج المسلسل شينيا إينو، وكتب السيناريو يوتشيرو كيدو، وصمم الشخصيات يوكو إيواسا. وألف تاتسويا كاتو وهيرواكي تسوتسومي ويوكي كانيساكا موسيقى المسلسل.

## نظرة عامة على السلسلة
| الموسم | الموسم    | الحلقات | الحلقات | البث الأصلي   | البث الأصلي    |
| الموسم | الموسم    | الحلقات | الحلقات | البث الأول    | البث الأخير    |
| ------ | --------- | ------- | ------- | ------------- | -------------- |
|        | 1         | 24      | 24      | 5 يوليو 2019  | 13 ديسمبر 2019 |
|        | 2         | 11      | 11      | 14 يناير 2021 | 25 مارس 2021   |
|        | حلقة خاصة | 1       | 1       | يوليو 2022    | يوليو 2022     |

## قائمة الحلقات

### الموسم الأول
| الرقم | العنوان                                                          | تاريخ العرض الأصلي |
| ----- | ---------------------------------------------------------------- | ------------------ |
| 1     | العالم الحجري                                                    | 5 يوليو 2019       |
| 2     | ملك العالم الحجري                                                | 12 يوليو 2019      |
| 3     | أسلحة العلم (باليابانية: 科学の武器)                             | 19 يوليو 2019      |
| 4     | أطلق الإشارة الدخانية (باليابانية: 狼煙をあげろ)                 | 26 يوليو 2019      |
| 5     | بداية العالم الحجري                                              | 2 أغسطس 2019       |
| 6     | دولتان من العالم الحجري (باليابانية: 石の世界の二つの国)         | 9 أغسطس 2019       |
| 7     | حيث ذهبت مليونا سنة (باليابانية: 200万年の在処)                  | 16 أغسطس 2019      |
| 8     | الطريق الحجري                                                    | 23 أغسطس 2019      |
| 9     | فليكن هناك نور العلم (باليابانية: の手に科学の灯をこ)            | 30 أغسطس 2019      |
| 10    | تحالف هش (باليابانية: 薄っぺらの同盟)                            | 6 سبتمبر 2019      |
| 11    | عالم واضح                                                        | 13 سبتمبر 2019     |
| 12    | رفاق يدعمون بعضهم (باليابانية: 背中合わせの仲間たち)             | 20 سبتمبر 2019     |
| 13    | المحارب المقنع (باليابانية: 仮面の戦士)                          | 27 سبتمبر 2019     |
| 14    | سيد اللهب                                                        | 4 أكتوبر 2019      |
| 15    | ذروة مليوني سنة (باليابانية: 200万年の結晶)                      | 11 أكتوبر 2019     |
| 16    | حكاية لا تنسى (باليابانية: 幾千年物語)                           | 18 أكتوبر 2019     |
| 17    | مئة ليلة وألف سماء (باليابانية: 百の夜と千の空)                  | 25 أكتوبر 2019     |
| 18    | حروب حجرية                                                       | 1 نوفمبر 2019      |
| 19    | إلى الحداثة (باليابانية: そして現代へ)                           | 8 نوفمبر 2019      |
| 20    | عصر الطاقة (باليابانية: 動力の時代)                              | 15 نوفمبر 2019     |
| 21    | نادي الأعمال اليدوية الإسبارطية (باليابانية: スパルタ工作クラブ) | 22 نوفمبر 2019     |
| 22    | الكنز                                                            | 29 نوفمبر 2019     |
| 23    | موجة العلم (باليابانية: 科学の波)                                | 6 ديسمبر 2019      |
| 24    | أصوات لمسافات لا متناهية (باليابانية: 声は無限の彼方へ)          | 13 ديسمبر 2019     |